# Il Silenzio
Il Silenzio („Die Stille“) ist der Titel eines Instrumentalhits von Trompeter Nini Rosso aus dem Jahr 1965, der weltweit zu den meistverkauften Instrumentalaufnahmen gehört.

## Entstehungsgeschichte
Nini Rosso gehörte zu den besten Jazztrompetern Italiens, der mit einer instrumentalen Ballade seinen größten Erfolg feierte: Il Silenzio ist eine Variation des militärisch genutzten Trompetenstücks The Last Post (siehe: Taps). Dieses wurde im Juli 1862 von Unionsgeneral Daniel Adams Butterfield komponiert und von seinem Stabstrompeter Oliver Willcox Norton als Signal zur Nachtruhe eingesetzt. Durch den Entstehungszeitpunkt war auch bereits 1965 das Urheberrecht abgelaufen („public domain“), so dass es für Bearbeitungen frei war. Als Bearbeiter sind Orchesterleiter Willy Guglielmo Brezza und Nini Rosso angegeben, die das Original als Variation leicht abwandelten.

## Ursprung
Die Melodie genießt einen international hohen Bekanntheitsgrad, denn sie wird in den USA täglich um 17:00 Uhr auf jeder Militärbasis gespielt. Das gilt auch weltweit, da Taps oder Last Post zu militärischen Zapfenstreich- oder Traueranlässen gespielt wird. Das Wort Taps ist eng verwandt mit Tattoo, welches aus dem Niederländischen Wort taptoe entlehnt wurde. Das wiederum stammt aus dem niederländischen Satz „Doe den tap toe“, „dreh den Zapfhahn zu“. Das niederländische Taptoesignaal, das nunmehr für Gedenktage verwendet wird, ist allerdings nicht dieselbe Melodie wie Last Post. Weder Last Post noch Taptoesignaal darf mit „Taps“ verwechselt werden, das zwar dieselbe Funktion aufweist, aber eine andere Melodie ist und unterschiedlichen Ursprung aufweist.

## Veröffentlichung und Erfolg

Nini Rosso - Il Silenzio (Abschiedsmelodie)

Das Trompetensolo mit Chor und Sprechtext erschien zunächst in Italien auf dem Plattenlabel Sprint (A #5550) im Dezember 1964. Die Single verkaufte über 750.000 Exemplare in Italien und belegte ab Mai 1965 für sechs Wochen den ersten Rang der italienischen Hitparade. Im Mai 1965 entschloss sich Hansa, die Aufnahme als Il Silenzio (Abschiedsmelodie) auf den deutschen Markt zu bringen (#18 316). Hier war der Erfolg noch größer, sie belegte für dreieinhalb Monate (vom 1. Juli – 14. Oktober 1965) Platz eins der Singlecharts. Die Single verkaufte sich in Deutschland über zwei Millionen Mal, wofür Rosso unter anderem eine Platin-Schallplatte von seinem Musiklabel überreicht bekam. Insgesamt verweilte die Single in Deutschland sieben Monate unter den Top 10 und neuneinhalb Monate in der Hitparade. In Österreich, der Schweiz und Australien wurde ebenfalls die Spitze erreicht. Weltweit wurden geschätzte fünf Millionen Platten bis Dezember 1967 verkauft, insgesamt wird heute von zehn Millionen Tonträgern ausgegangen.

## Sprechtext
Il Silenzio ist eine Instrumentalaufnahme, doch wird der sonst bei Vokalaufnahmen für Instrumentalteile genutzte Mittelteil hier für einen kurzen Sprechtext genutzt, den Nini Rosso übernahm.
|  | Buona notte, amore               | Gute Nacht, Liebste                 |
|  | Ti vedrò nei miei sogni          | Ich sehe dich in meinen Träumen     |
|  | Buona notte a te che sei lontana | Gute Nacht dir, die du so fern bist |

Il Silenzio beginnt mit der kurzen, modifizierten Trompetensequenz Taps, die üblicherweise bei Begräbnissen gespielt wird. Daher ist anzunehmen, dass die im kurzen Sprechtext angesprochene Trennung sich auf den Tod der geliebten Person bezieht.

## Coverversionen
Die Melodie wurde etliche Male gecovert; bereits 1965 entstanden Instrumentalversionen von Roy Etzel und Imre Zsoldos. Dalida übernahm den Titel im Dezember 1965 (in Deutsch Abschiedsmelodie, daneben noch in Französisch und Italienisch), Roy Black im September 1974, Stefan Mross auf dem Album Mein Wunschkonzert (Februar 2000). Der Südtiroler Tenor Rudy Giovannini nahm für sein Album Die schönsten Lieder aus dem Süden (Juni 2011) sowohl eine deutsche als auch eine italienische Version auf.
Am 21. Februar 1969 kam in Deutschland der gleichnamige Western The Great Silence – Il Grande Silenzio (deutscher Titel: Leichen pflastern seinen Weg) heraus, der jedoch mit dem Musikstück nichts zu tun hat.